# Теория корреспондирующего вывода
Теория корреспондирующего вывода (теория соответствующих предположений) — теория, объясняющая, почему люди часто соотносят поведение воспринимаемого человека с его личностными характеристиками. Была опубликована Эдвардом Джонсом и Кейт Дэвис в 1965 году.
Согласно Джонсу и Дэвис, причина использования людьми корреспондирующих выводов заключается в том, что предрасположенности личности к определенному поведению (диспозиции) обычно стабильны и позволяют делать поведение окружающих предсказуемым, что позволяет людям больше ощущать собственную контролируемость мира.

## Пять источников информации, использующихся для совершения корреспондирующего вывода
Были выделены Джонсом и Дэвис.
1. Свобода выбора. Более информативным является поведение, не находящееся под контролем внешней угрозы, побуждения или принуждения;
2. Уникальность. Уникальное поведение человека говорит о нем, дает воспринимающему больше диспозиций, чем обычное его поведение в обычных же условиях.
Пример: если студент спорит с преподавателем во время экзамена, это говорит нам о нем больше, чем если бы он спорил со своими друзьями за чашечкой кофе.
3. Социальная желательность поведения. Мало информации о диспозициях дает социальная желательность поведения. И наоборот, социально нежелательное поведение дает больше оснований для совершения корреспондирующих выводов;
4. Гедонистическая уместность. Больше информации дает поведение, имеющее значимые последствия для воспринимающего;
5. Умышленное поведение против непреднамеренного. Более уверенно люди заключают корреспондирующие выводы в отношении поведения, которое непосредственно направлено на нанесение ущерба им самим. Причем тот, в отношении которого делается этот вывод, может совершить действие случайно, однако воспринимающий припишет это его личностным характеристикам. Это подтверждает персонализм человеческого поведения.

## Отличие от понятия «фундаментальная ошибка атрибуции»
Ли Росс, открывший фундаментальную ошибку атрибуции, указал на несколько причин её возникновения:
1. Ложное согласие — восприятие собственной точки зрения как «нормальной», а иную — как ненормальной (а значит, исходящей от «ненормального» человека);
2. Неравные возможности — человек в какой-то ситуации может вести себя иначе, чем обычно (например, на работе), и это поведение приписывается характеристикам его личности;
3. Лёгкость построения ложных корреляций — два не связанных друг с другом качества могут быть соединены наблюдателем как сопутствующие друг другу;
4. Большее доверие к фактам, чем к суждениям — «личность» рассматривается как «факт», она безусловна;
5. Игнорирование информационной ценности неслучившегося — наблюдателем рассматривается только случившееся.

Джонс и Дэвис в свою очередь указали на 5 иных причин (источников информации) для совершения наблюдателем корреспондирующего вывода (смотреть выше).

## Центральные понятия теории
«Корреспондирующий вывод» — умозаключение, что поведение человека полностью соответствует его личностным характеристикам и намерениям.
Диспозиционная (внешняя) атрибуция — механизм связывания поведения человека с его характеристиками.
Внутренняя атрибуция — механизм связывания поведения человека с ситуацией; снабжает человека информацией, достаточной для того, чтобы предсказывать поведение окружающих в будущем.
Эксперимент Джеймса Ульмана в Нью-Йоркском университете как пример атрибуций. Ульман просил студентов запоминать разные фразы, в том числе и такую: «Библиотекарь переносит через дорогу покупки пожилой дамы». При этом студенты сразу же подсознательно делали вывод о личностном качестве библиотекаря. Когда позднее экспериментатор помогал им вспомнить это предложение, наиболее ценным ключевым словом оказалось не слово «книги» (подсказка, связанная с библиотекарем) и не слово «сумки» (намек на покупки), а «склонный к помощи» — предполагаемая черта, которую студенты непроизвольно приписали человеку, «помогающему пожилой даме»

## Ограничения
1. Некоторые диспозиции все-таки определяются как непреднамеренные (например, неуклюжесть).
2. Теория применима только к ситуациям с ограниченным выбором.
3. Проблема стереотипов: поведение, согласованное с нашими ожиданиями («навешивание ярлыков») имеет ту же информативность, что и информативность поступков, противоречащих ожиданиям (уникальность поведения как один из пяти источников информации)[4][5].